# Jonas Ennery
Pour les articles homonymes, voir Ennery.
Jonas Ennery est un député français, né à Nancy le 2 janvier 1801 et mort à Bruxelles le 19 mai 1863.

## Biographie
Il travaille pendant vingt-six ans à l'École juive de Strasbourg, dont il devient le directeur. En collaboration avec Hirth et Charles Cuvier, il compile un Dictionnaire général de géographie universelle ancienne et moderne, historique, politique et commerciale (4 vol., éd. Baquol et Simon, Strasbourg, 1839-41). Peu après il publie Le Sentier d'Israël, ou Bible des jeunes Israélites (Paris, Metz et Strasbourg, 1843). À la demande de la Société des bons livres, il prend part à la publication de Prières d'un cœur israélite, qui parait en 1848.
En 1849, en dépit d'émeutes antijuives en Alsace, Ennery est élu représentant pour le département du Bas-Rhin et siège parmi les membres de la Montagne. Il consacre surtout son attention aux questions scolaires. Après le coup d'État il résiste au nouvel ordre qui s'est établi et est exilé à vie en 1852. Il se retire à Bruxelles, où il vit jusqu'à sa mort en tant qu'enseignant.
Son frère aîné, Marchand Ennery, est élu grand-rabbin de Paris en 1830 puis grand-rabbin de France en 1846.